# Franklyn Nubuasah
Franklyn Nubuasah SVD (ur. 7 czerwca 1949 w Likpe Agbozome) – botswański duchowny katolicki, wikariusz apostolski i biskup Francistown, od 2019 biskup Gaborone.

## Życiorys
Święcenia kapłańskie otrzymał 26 czerwca 1980 roku w Zgromadzeniu Słowa Bożego (Werbistów).

## Episkopat
27 czerwca 1998 papież Jan Paweł II mianował go wikariuszem apostolskim Francistown z tytularną stolicą Pauzera. Sakry biskupiej udzielił mu 7 lipca 1998 ówczesny biskup Gaborone Boniface Tshosa Setlalekgosi.
2 października 2017 papież Franciszek podniósł wikariat do rangi diecezji, mianując go pierwszym biskupem diecezjalnym.
6 czerwca 2019 został mianowany biskupem ordynariuszem Gaborone.